# Echoes of the Spirit Still Dwell
...Echoes of the Spirit Still Dwell é o terceiro álbum de estúdio da banda Spoken, lançado em 3 de Outubro de 2000.
| Críticas profissionais                                                      | Críticas profissionais |
| Avaliações da crítica                                                       | Avaliações da crítica  |
| Fonte                                                                       | Avaliação              |
| --------------------------------------------------------------------------- | ---------------------- |
| Jesus Freak Hideout                                                         | [ 2 ]                  |
| Esta tabela precisa de ser acompanhada por texto em prosa. Consulte o guia. |                        |

## Faixas[1]
1. "This Path" — 3:27
2. "Forevermore" — 4:33
3. "David" — 4:54
4. "Times Before" — 3:23
5. "I Won't Lie Down" — 3:11
6. "I Fall Short" — 3:58
7. "A Question Alone" — 4:41
8. "The Way You Want Me to Be" — 7:04
9. "Goodbye" — 4:02
10. "Ember" — 3:01
11. "In the Silence" — 5:18